# Prix Goncourt 2022
Le prix Goncourt 2022 a été attribué le 3 novembre 2022 à Brigitte Giraud pour son roman Vivre vite.
Ce résultat du prix Goncourt 2022 suscite certaines déceptions, le magazine Paris Match titrant par exemple « Pourquoi Le Mage du Kremlin de Giuliano da Empoli aurait fait un formidable prix Goncourt » et le magazine Marianne explique « Pourquoi le prix Goncourt aurait dû revenir au Mage du Kremlin ». De plus, Tahar Ben Jelloun, lui-même membre du jury Goncourt, estime du lauréat que « C'est un petit livre, il n'y a pas d'écriture ».

## Sélections

### Première sélection
La première sélection du prix Goncourt 2022 a été dévoilée le mardi 6 septembre 2022.
| Auteur               | Ouvrage                            | Éditeur            |
| -------------------- | ---------------------------------- | ------------------ |
| Muriel Barbery       | Une heure de ferveur               | Actes Sud          |
| Grégoire Bouillier   | Le cœur ne cède pas                | Flammarion         |
| Nathan Devers        | Les liens artificiels              | Albin Michel       |
| Giuliano da Empoli   | Le Mage du Kremlin                 | Gallimard          |
| Carole Fives         | Quelque chose à te dire            | Gallimard          |
| Sabyl Ghoussoub      | Beyrouth-sur-Seine                 | Stock              |
| Brigitte Giraud      | Vivre vite                         | Flammarion         |
| Sarah Jollien-Fardel | Sa préférée                        | Sabine Wespieser   |
| Cloé Korman          | Les Presque Sœurs                  | Le Seuil           |
| Makenzy Orcel        | Une somme humaine                  | Rivages            |
| Yves Ravey           | Taormine                           | Éditions de Minuit |
| Pascale Robert-Diard | La petite Menteuse                 | L'Iconoclaste      |
| Emmanuelle Ruben     | Les Méditerranéennes               | Stock              |
| Monica Sabolo        | La Vie clandestine                 | Gallimard          |
| Anne Serre           | Notre si chère vieille dame auteur | Mercure de France  |

### Deuxième sélection
| Auteur               | Ouvrage               | Éditeur       |
| -------------------- | --------------------- | ------------- |
| Grégoire Bouillier   | Le cœur ne cède pas   | Flammarion    |
| Nathan Devers        | Les liens artificiels | Albin Michel  |
| Giuliano da Empoli   | Le Mage du Kremlin    | Gallimard     |
| Brigitte Giraud      | Vivre vite            | Flammarion    |
| Cloé Korman          | Les Presque Sœurs     | Le Seuil      |
| Makenzy Orcel        | Une somme humaine     | Rivages       |
| Pascale Robert-Diard | La petite Menteuse    | L'Iconoclaste |
| Monica Sabolo        | La Vie clandestine    | Gallimard     |

### Sélection finale
| Auteur             | Ouvrage            | Éditeur    |
| ------------------ | ------------------ | ---------- |
| Giuliano da Empoli | Le Mage du Kremlin | Gallimard  |
| Brigitte Giraud    | Vivre vite         | Flammarion |
| Cloé Korman        | Les Presque Sœurs  | Le Seuil   |
| Makenzy Orcel      | Une somme humaine  | Rivages    |